# Patricia Hy-Boulais
Patricia Hy-Boulais (Phnom Penh, Camboya, 22 de agosto de 1965) es una extenista canadiense de origen camboyano. En sus inicios representó a Hong Kong, hasta que se convirtió en ciudadana canadiense en 1991.
Tras su conversión en ciudadana canadiense, Hy-Boulais representó a su nuevo país en los Juegos Olímpicos de Atlanta 1996 donde fue eliminada por Monica Seles en la segunda ronda.